# Площа Богдана Хмельницького (Черкаси)
Пло́ща Богда́на Хмельни́цького — одна з центральних площ міста Черкаси.
Утворюється як розширення по бульвару Тараса Шевченка (у зворотному напрямку) між вулицями Митницькою та Богдана Хмельницького.
Навесні 2012 року на площі почалась капітальна реконструкція - ведуться роботи з будівництва нового фонтану, оновлюється покриття площі шляхом заміни на тротуарну плитку, оновлюється фасад палацу культури. Був оголошений конкурс на заміну фасадного панно. Весь ремонт має бути закінчено до святкування Дня незалежності.

## Транспорт
- Тролейбуси: 1, 1а, 7, 7а, 8, 8р, 10, 11, 12
- Маршрутні таксі: 4, 7, 9, 12, 20, 22, 25, 27, 28, 29, 30, 31

## Об'єкти
На площі розташовані:
- пам'ятник Богданові Хмельницькому
- палац культури «Дружба народів»
- фонтан

## Галерея

Пам'ятник Богданові Хмельницькому
ПК «Дружба народів»
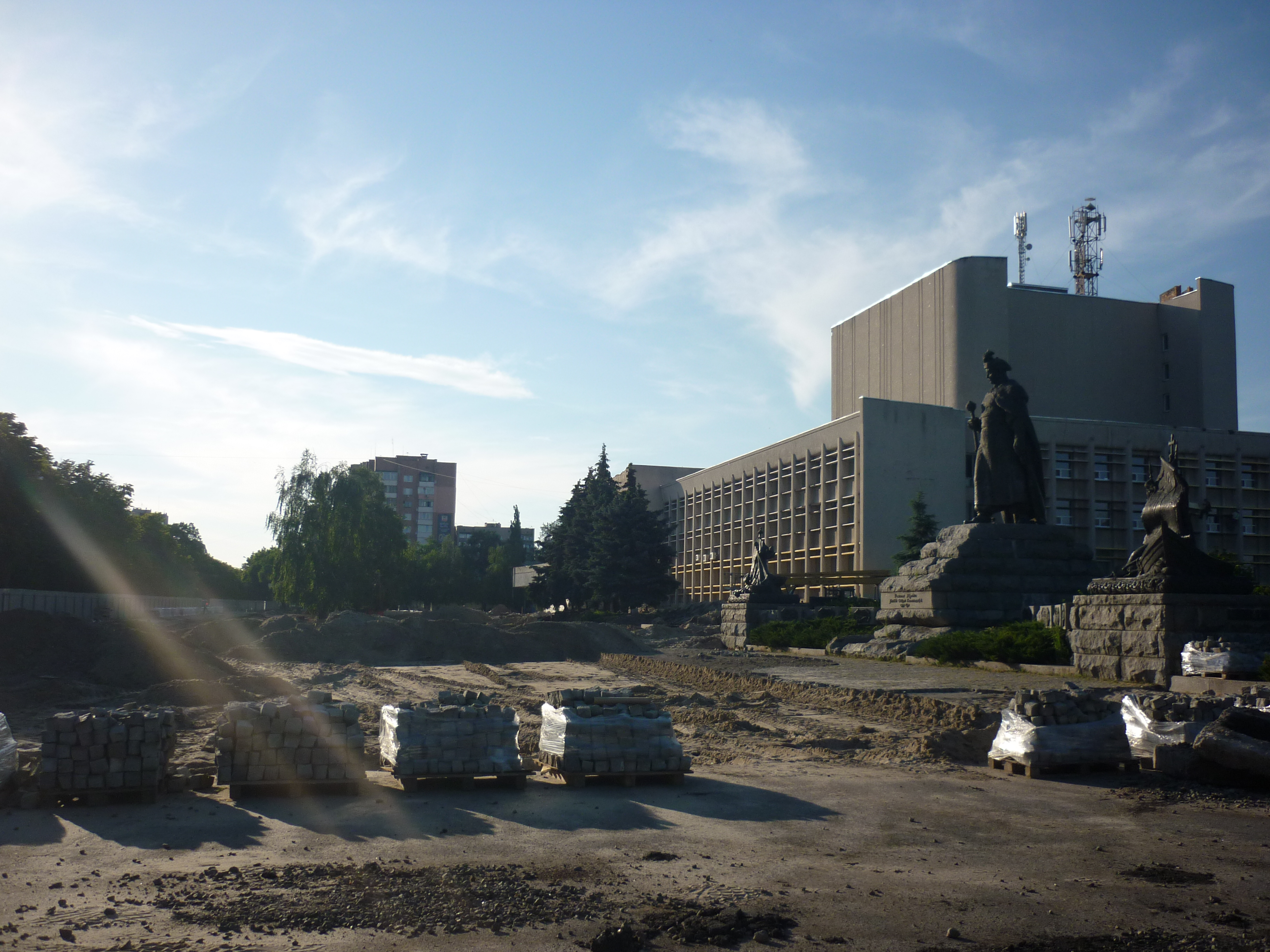
Реконструкція площі (2012)

| Черкаси | Це незавершена стаття про Черкаси. Ви можете допомогти проєкту, виправивши або дописавши її. |